# 地平线 (英国纪录片)
地平线（Horizon）是英國廣播公司製作的一个流行并且播放已久的科学纪录片。

## 历史
该节目首播于1964年5月2日 ，标题为《The World of Buckminster Fuller》，介绍了发明家巴克敏斯特·富勒的理论。在该集中包括了英國廣播公司对《地平线》目标的说明：
「地平线节目的目标是提供世界上最伟大的科学家和哲学家一个可以交流他们的好奇、观察和看法的平台，并将他们对世界的新看法引入到我们的日常知识。」

## 流行度
即使《地平线》所牵涉到的话题都比较复杂（包括分子生物学、粒子物理學等），它仍然享有着很高的收视率。自2006年来，节目转向一种稍微更通俗的讲述方法，但它关注的话题依旧保持原有的复杂性。